# Liste de minéraux (lettre N)
Pour un article plus général, voir Liste de minéraux